# St. Peter und Paul (Großobringen)

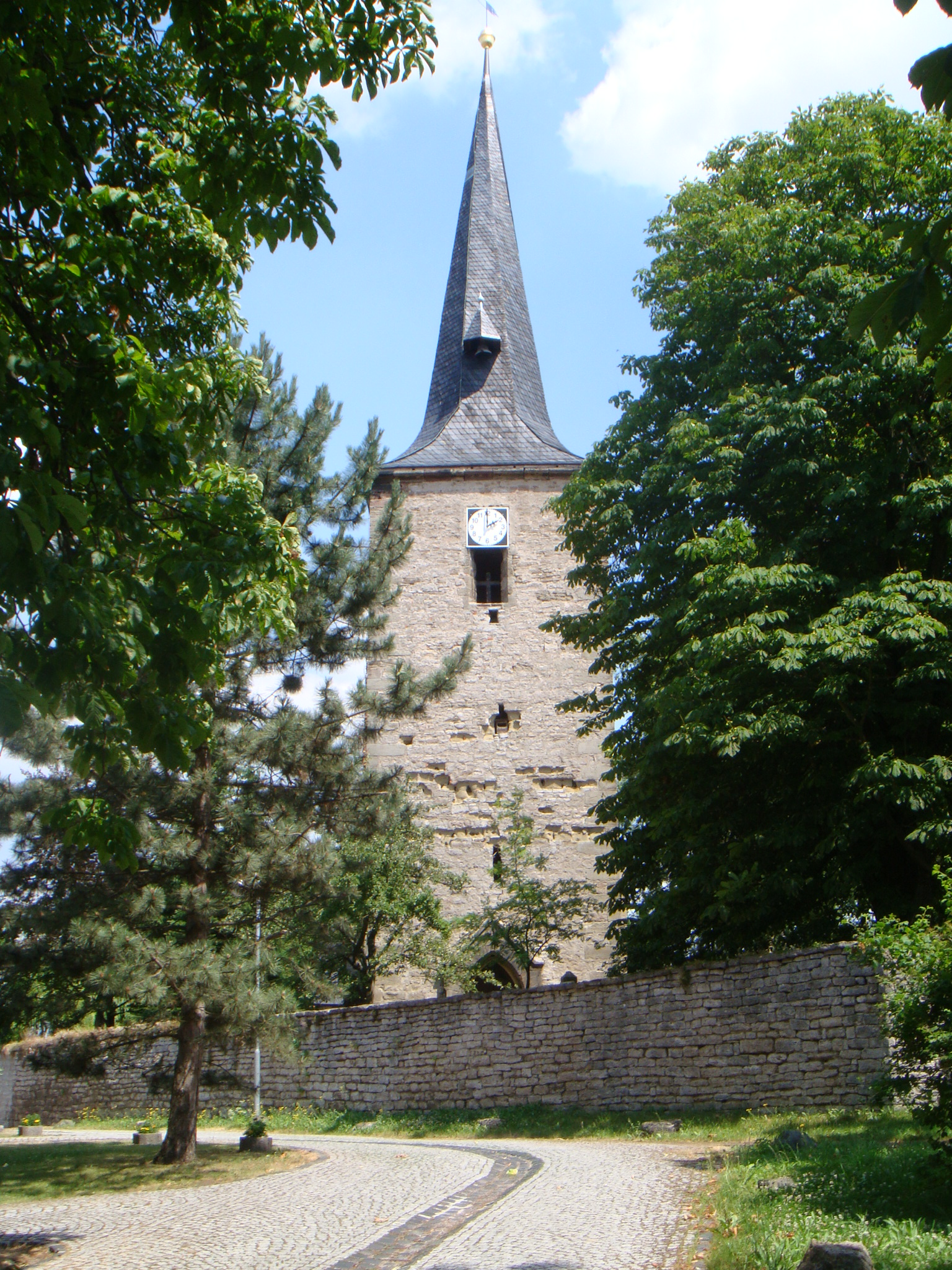
Die Kirche

Die evangelische Dorfkirche St. Peter und Paul steht im Ortsteil Großobringen der Landgemeinde Am Ettersberg im Landkreis Weimarer Land in Thüringen. Die Kirchengemeinde gehört zum Kirchengemeindeverband Großobringen im Kirchenkreis Weimar der Evangelischen Kirche in Mitteldeutschland.

## Lage
Mitten im Dorf steht die Kirche mit einer Mauer, die den Friedhof umgibt, westlich der Bundesstraße 85 auf einer erhöhten Ebene.

## Geschichte
Die Kirche wurde um 1431 gebaut. Rundbogenfenster und -nischen deuten auf einen romanischen Vorgängerbau hin. Das rechteckige Langhaus mit polygonal geschlossenen Chor und Sakristeianbau an der Nordecke bestätigt die Ahnung. Innen wurde 1934 restauriert. Der Kirchturm ist heute sanierungsbedürftig.
Der Altar wurde 1938 durch einen Barockaltar aus der Schlosskapelle Schwarzburg ersetzt.

## Die Orgel
Die Orgel vom Orgelbaumeister Gerhard aus Dorndorf stammt aus dem Jahr 1820.

## Das Lutherbild
Der in Großobringen geborene Goethemaler Johann Joseph Schmeller malte ein Lutherbild in Cranachmanier für die Kirche.